# Bleacher Creatures

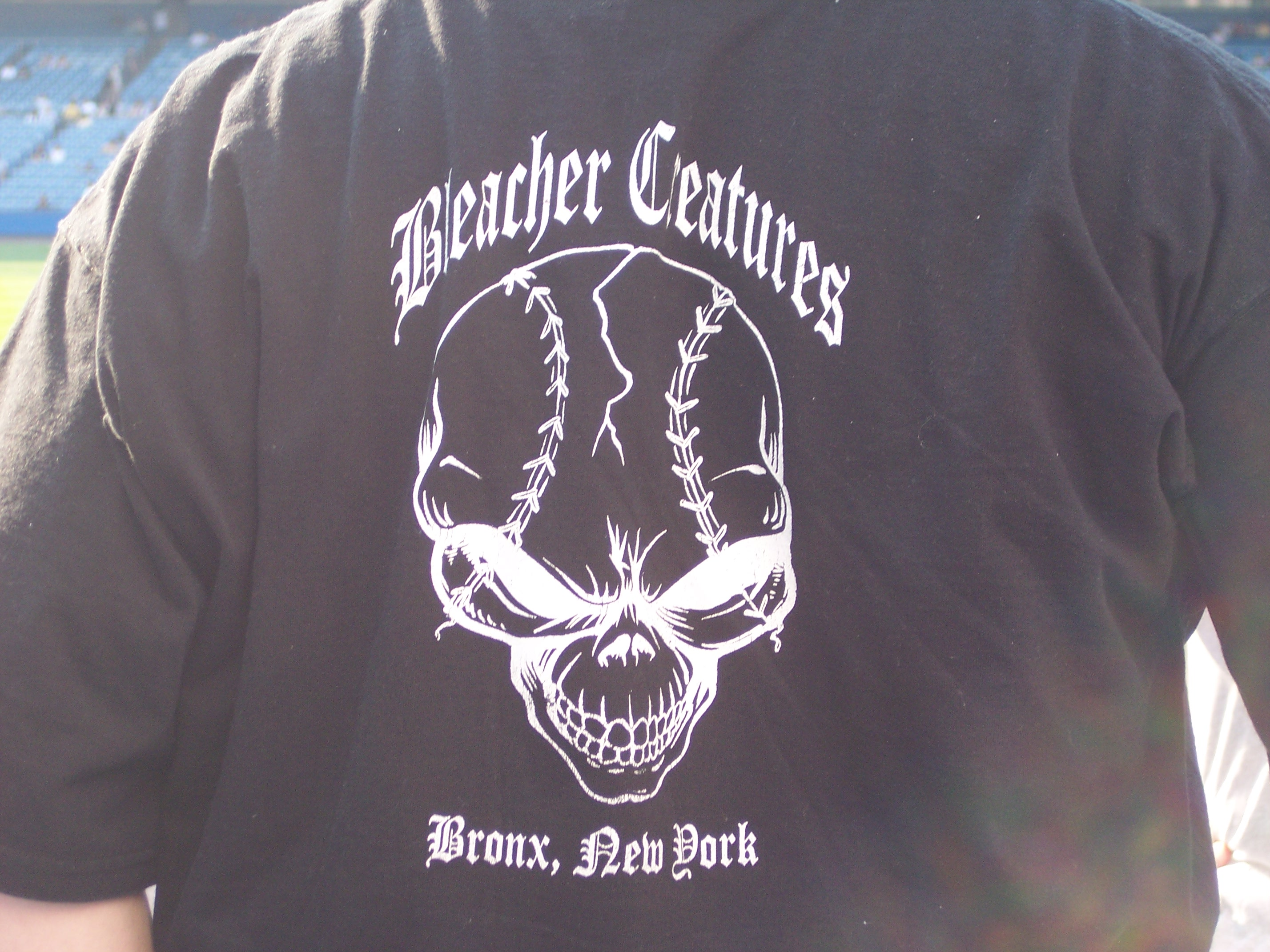
Chandail des Bleacher Creatures.

Les Bleacher Creatures sont un groupe de fans des Yankees de New York, club de baseball américain évoluant en ligue américaine. Ils occupent depuis 2009 la section 203 de l'actuel Yankee Stadium, après avoir occupé, durant deux décennies, les sections 37 et 39 de l'ancien Yankee Stadium. Ces gradins sont surnommés en Amérique du Nord les estrades populaires (ou bleacher en anglais) ; ils sont situés derrière la clôture du champ extérieur et sont prisés pour leurs billets à faible coût.
Les Bleacher Creatures se distinguent à la fois par leur stricte fidélité au club de baseball new-yorkais, par leurs traditionnels chants et acclamations dont le « Roll Call » scandé en chaque début de match à domicile, ainsi que par les moqueries et invectives proférés aux joueurs des équipes adverses.
Le journaliste du New York Daily News Filip Bondy a passé un an dans la tribune des Bleacher Creatures et leur a consacré un ouvrage intitulé Bleeding Pinstripes: A Season with the Bleacher Creatures of Yankee Stadium, paru en 2005.